# كيم شين-يونغ
كيم شين-يونغ (هانغل: 김신영) هو لاعب كرة قدم كوري جنوبي في مركز الهجوم، ولد في 16 يونيو 1983 في كوريا الجنوبية. لعب مع إهيمه إف سي وجونبك هيونداي موتورز وساغان توسو وسيريزو أوساكا وفنتفوريت كوفو ونادي بوسان أي بارك.

## وصلات خارجية
- كيم شين-يونغ على موقع رابطة كرة القدم اليابانية للمحترفين (اليابانية)
- كيم شين-يونغ على موقع دوري كوريا الجنوبية (الإنجليزية)
- كيم شين-يونغ على موقع قاعدة بيانات كرة القدم.إي يو (الإنجليزية)
- كيم شين-يونغ على موقع Soccerway.com (الإنجليزية)